# Unsko-sanska županija
Unsko-sanska županija (boš. Unsko-sanski kanton) prva je od ukupno deset županija u Federaciji Bosne i Hercegovine. Nalazi se u sjeverozapadnom dijelu Bosne i Hercegovine, a ime je dobila po rijekama Uni i Sani koje kroz nju protječu. Županijsko središte je grad Bihać. 

## Zemljopis
Područje Unsko – sanske županije zauzima sjeverozapadni dio države Bosne i Hercegovine s ukupnom površinom od 4.841 km2 ili 8,2 % ukupne površine BiH. Na tom prostoru živi oko 273 261 stanovnika prema popisu stanovništva iz 2013. Sjedište županije je u Bihaću. Županija ima izuzetno povoljan geoprometni položaj, jer zauzima prostor na pravcu osnovnih koridora Zapadna Europa – Mediteran - Bliski Istok.
Izuzetno je dobro komunikacijski povezana s Republikom Hrvatskom, a time i ostalim zemljama Europe. Najkraći kopneni put prema velikim lukama i značajnim središtima (Split, Šibenik, Zadar, Rijeka) vodi preko Bihaća i Bosanskog Petrovca. Unska pruga je vezala područje Splita, Zadra i Šibenika sa Zagrebom. 
Željezničkom prugom i magistralnim putem (330 km) Unsko – sanska županija je povezana sa Sarajevom i ostalim dijelovima Bosne i Hercegovine.
U morfološkoj strukturi područja ističu se brežuljci i niska polja, aluvijalne ravnice i kotline, raščlanjene brojnim riječnim i potočnim dolinama. Ovo područje je pod utjecajem umjereno – kontinentalne klime.

## Administrativna podjela
Sjedište Županije nalazi se u Bihaću. 
Županija obuhvaća osam općina:
- Bihać, Bosanska Krupa, Bosanski Petrovac, Bužim, Cazin, Ključ, Sanski Most, Velika Kladuša

## Prirodni resursi
Unsko-sanska županija ima:
- veoma povoljan geoprometni položaj
- vode koje imaju značajan potencijal za višenamjensko korištenje;
- zemljište, šume i mineralne sirovine, kao značajan temelj za proizvodnju;
- prirodne ljepote i pogodnosti za turizam;
- klimu koja je povoljna za razvitak mnogih djelatnosti

## Poljoprivredne površine
Poljoprivredne površine su približno jednake šumskim površinama i uz povoljan klimatski faktor predstavljaju dobar temelj za poljoprivrednu proizvodnju. Ukupne poljoprivredne površine iznose 196.308 ha, od čega su oranice i bašte 102.490 ha, pašnjaci 91.203 ha i voćnjaci 2.615 ha. Značajne površine koje se tretiraju kao neobradive (32,2 %), uz programska ulaganja mogu se pretvoriti u obradiva zemljišta, tako da ovo područje može dati vrlo značajan doprinos u proizvodnji hrane. Inače, zbog ekoloških uvjeta, Ujedninjeni narodi su ovo područje službeno proglasili područjem na kojem se može proizvoditi zdrava hrana.

## Šumske površine
Rastu šuma, koje u znatnoj mjeri opredjeljuju i ekonomsku strukturu ove županije 
doprinose edafski i orografski faktori koji su prisutni na ovome terenu. Prema stručnim procjenama, ove su šume s većim postotkom drvne mase po hektaru od drugih dijelova Federacije Bosne i Hercegovine (90 m3 dubeće drvne mase po glavi stanovništva). Šume su jedno od najvećih bogatstava Unsko – sanske županije. Ukupne šumske površine su 190.880 ha, od čega su visoke šume 85.899 ha, niske šume 86.234 ha i goleti 18.747 ha. Šumarstvo i prerada drveta na ovome području imaju dosta dugu tradiciju tako da u skoro svim općinama postoje kapaciteti za uzgoj i eksploataciju šuma, a u općinama Bihać, Bosanska Krupa, Sanski Most, Ključ i Bosanski Petrovac i razvijeni kapaciteti za preradu drveta.

## Mineralne sirovine
Područje županije po svojoj geološkoj građi predstavlja perspektivnu bazu za istraživanja i eksploataciju korisnih sirovina.
Iako je stupanj geološke istraženosti ovoga područja veoma nizak, otkrivena su značajna ležišta mrkog ugljena na području Sanskog Mosta (Kamengrad), boksita u Bosanskoj Krupi, mangana u Bužimu, barita u Velikoj Kladuši, gline u Cazinu i Sanskom Mostu, gipsa u Kulen Vakufu, arhitektonskog kamena bihacita u Bihaću, kvarcnog pijeska u Sanskom Mostu i Bihaću, te ostalih mineralnih sirovina koje se koriste u proizvodnji građevinskih materijala.
Na području županije pored velikog broja izvora pitke vode, nalaze se i izvori kvalitetnih termomineralnih voda (Gata, Sanski Most, Velika Kladuša).

## Prirodne ljepote
Značajno bogastvo županije čine prirodne ljepote, jer ovo područje obiluje rijekama, manjim i većim vodotocima, toplim izvorima, pećinama i šumama. Županija obiluje i kulturno - povijesnim spomenicima. Ove značajne prirodne i kulturne vrijednosti odlikuju se izvornošću, raznovrsnošću, specifičnošću i atraktivnošću. 
Blizina Plitvičkih jezera i Jadranskog mora, izgrađenost prometnica i planirana izgradnja infrastrukturnih objekata mogu doprinijeti boljem korištenju ovog prirodnog resursa i razvoju tranzitnog turizma, te predstavljaju temelj za razvoj boravišnog i izletničkog turizma.
Atraktivne rijeke Una, Sana, Dabar, Krušnica, Klokot, Unac i Korana, bogatstvo šuma, termomineralni izvori i ostale turističke pogodnosti ovog kraja, također doprinose turističkoj ponudi.

## Stanovništvo
Područje Unsko – sanske županije naseljeno je od davnina, što potvrđuju razni ostaci iskopina iz predpovijesnog (ilirskog) i ranog povijesnog (rimskog) doba. 
Ukupan broj prisutnog stanovništva, procjena 30. lipnja 2001.g. je 305.049 stanovnika.

## Gospodarstvo
U gospodarskoj strukturi Unsko-sanske županije zastupljene su sljedeće gospodarske oblasti: 
- primarna poljoprivredna proizvodnja i prehrambena industrija,
- šumarstvo i drvno-prerađivačka industrija,
- grafička industrija,
- metaloprerađivačka industrija,
- energetika i rudarstvo,
- građevinarstvo i industrija građevinskog materijala,
- tekstilna industrija i proizvodnja sanitetskog materijala,
- kemijska industrija, industrija gume i ambalaže.
- promet i veze, špedicija,
- trgovina, ugostiteljstvo i turizam,
- te ostale uslužne djelatnosti.

## Zaposlenost
Stopa zaposlenosti / računata prema standardima ILO / iznosila je u prosincu 2001.godine 15,7%, a stopa nezaposlenosti 46,6 %.

## Vodoopskrba
Svaki općinski centar ima svoj vodovodni sustav kojima se upravlja neovisno od drugih. Vodovodna mreža je dosta devastirana, tako da se gubitci vode kreću i do 30 %. Velik broj izvora, čistih vodotoka i već istraženi dio podzemnih akumulacija ukazuje na to da ovo područje može, uz materijalna ulaganja, potpuno osigurati vodu za stanovništvo i industriju.

## Promet
Na području županije imamo izgrađeno 468,4 km regionalnih puteva, od kojih je 305 km asfaltirano, te 344 km magistralnih puteva ( 290 km asfaltirano).
Unska pruga (Bosanski Novi – Bihać – Knin ) u dužini od 178 km, prije rata bila je najrentabilniji način prevoz robe i putnika u pravcu sjever – jug. Danas je za prevoz robe i putnika osposobljen dio te pruge na relaciji Blatna –Martin Brod.
Na ovom području imamo dva objekta zračnog prometa: vojna zračna luka “Željava”, na granici s R. Hrvatskom, bila je prije rata veoma moderna sa svim tehničkim karakteristikama, a tijekom rata je vrlo oštećena i sva navigacijska oprema je opljačkana, te zračna luka “Ćoralići”, sa šljunčanom pistom dužine 1200 m i pratećim objektima.

## Elektroenergetski sustav
Ukupno instalirana snaga proizvođača električne energije u Unsko-sanskoj županiji je 8,5 MW i daju je hidroelektrane “Krušnica” ( 0,5 MW) i HE “Una-Kostela” (8 MW). U županiji je prisutan, a neiskorišten, značajan hidroenergetski potencijal, te su u tijeku aktivnosti na izradi minimuma potrebne dokumentacije za izgradnju hidroelektrana.
Županija ima napajanje električnom energijom s četiri strane:
dalekovod 220 KV Prijedor – Bihać
dalekovod 110 KV D.Lapac- K.Vakuf - Bihać te K.Vakuf - Bos.Petrovac-
Ključ - S.Most
dalekovod 110 KV Drvar – Bos. Petrovac
dalekovod 110 KV Prijedor – Sanski Most.
U cilju povećanja sigurnosti u napajanju električnom energijom saniran je na području Federacije BiH dalekovod 110 KV Prijedor - Bos. Krupa – Bihać, ali je još uvijek neizvjesno kada će ovaj dalekovod biti saniran na području Republike Srpske. 
U svrhu osiguranja dvostranog napajanja električnom energijom općina zapadnog dijela županije, urađena je prva faza 110 KV dalekovoda Bos. Krupa – Bužim – Vrnograč, tako da je u funkciji 35 KV dalekovod Bos. Krupa – Bužim.
Distributivna mreža srednje naponske razine 35 KV, 20 KV, 10 KV i niskog napona 0,4 KV je sanirana, tako da praktično svako naseljeno mjesto ima električnu energiju.
Iako je dosta toga urađeno, ipak do konačne sanacije distributivne električne mreže, imajući u vidu i poboljšanje naponskih prilika na mreži koja je u funkciji, potrebna su još znatna financijska sredstva.

## Obrazovanje
Svaki peti stanovnik županije je ili učenik ili student. Sveučilište u Bihaću, koje je otvoreno 1997. godine, ima 7 fakulteta:
- Tehnički fakultet
- Ekonomski
- Pravni
- Bio – tehnički
- Pedagoški
- Viša- medicinska škola
- Islamska-pedagoška akademija

## Carinske uprave
Na području županije, odlukom nadležnih državnih organa, otvorena su dva granična prijelaza za međunarodni cestovni promet: Izačić i Velika Kladuša, te za međunarodni cestovni putnički promet prijelaz Užljebić – Ripač. U Bihaću, Velikoj Kladuši i Sanskom Mostu organiziran je rad službe Carinske uprave Federacije BiH: Carinska ispostava Bihać, Carinska ispostava Velika Kladuša i Carinska ispostava Sanski Most.

## Vanjske poveznice
- USK  Arhivirana inačica izvorne stranice od 5. veljače 2007. (Wayback Machine)